# Arthur Yager

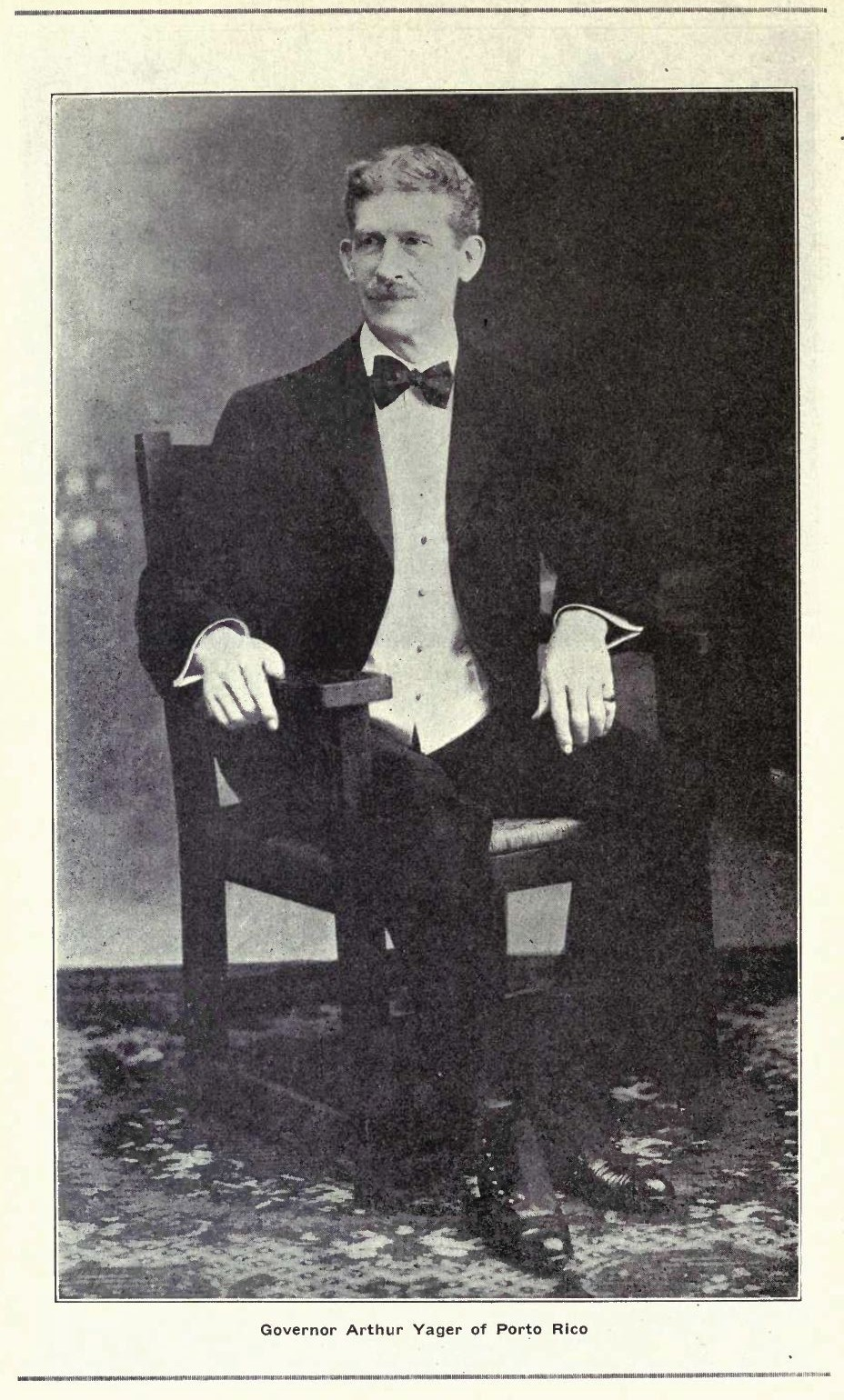
Arthur Yager als Gouverneur von Puerto Rico (um 1919)

Arthur Yager (* 29. Oktober 1858 in Henry County, Kentucky, USA; † 24. Dezember 1941 in Pewee Valley, Kentucky, USA) war von 1913 bis 1921 Gouverneur von Puerto Rico.
Am Georgetown College in Kentucky lehrte er Geschichte und Politik. Von 1908 bis 1913 war er Präsident des College.
Anschließend ernannte US-Präsident Woodrow Wilson, Yagers Kommilitone an der Johns Hopkins University, ihn als Demokraten zum Gouverneur von Puerto Rico. Er hatte das Amt bis zum Ende von Wilsons Präsidentschaft inne. Sein Nachfolger wurde Emmet Montgomery Reily.
Während Yagers Amtszeit in Puerto Rico verabschiedete der US-Kongress 1917 den Jones-Shafroth Act, der den Puerto-Ricanern die US-Staatsbürgerschaft verlieh. Eine Sammlung von Yagers Korrespondenz als Gouverneur ist im Archiv der Filson Historical Society in Louisville zugänglich.